# Złota Kaplica

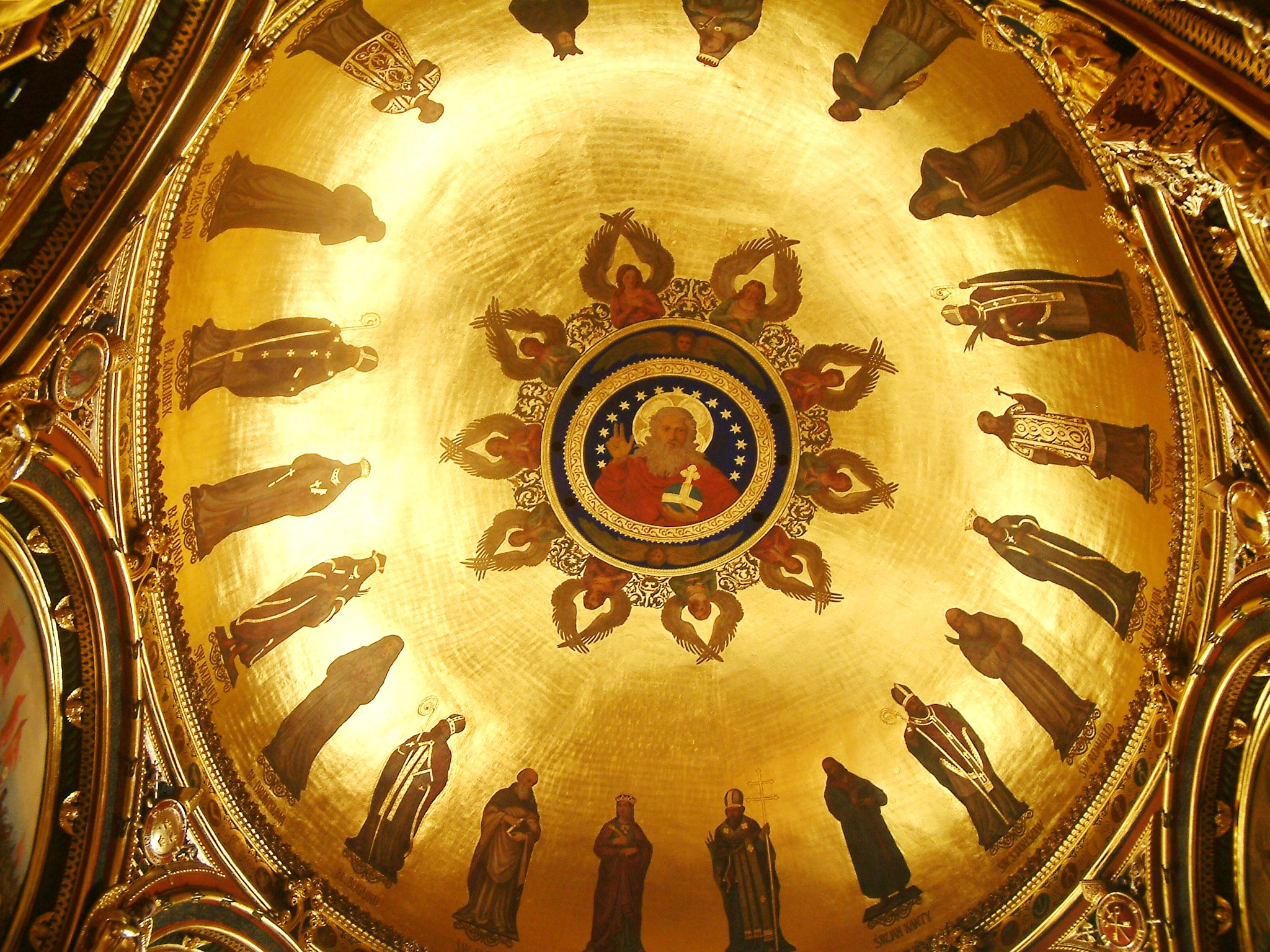
Złocona kopuła w mauzoleum pierwszych Piastów

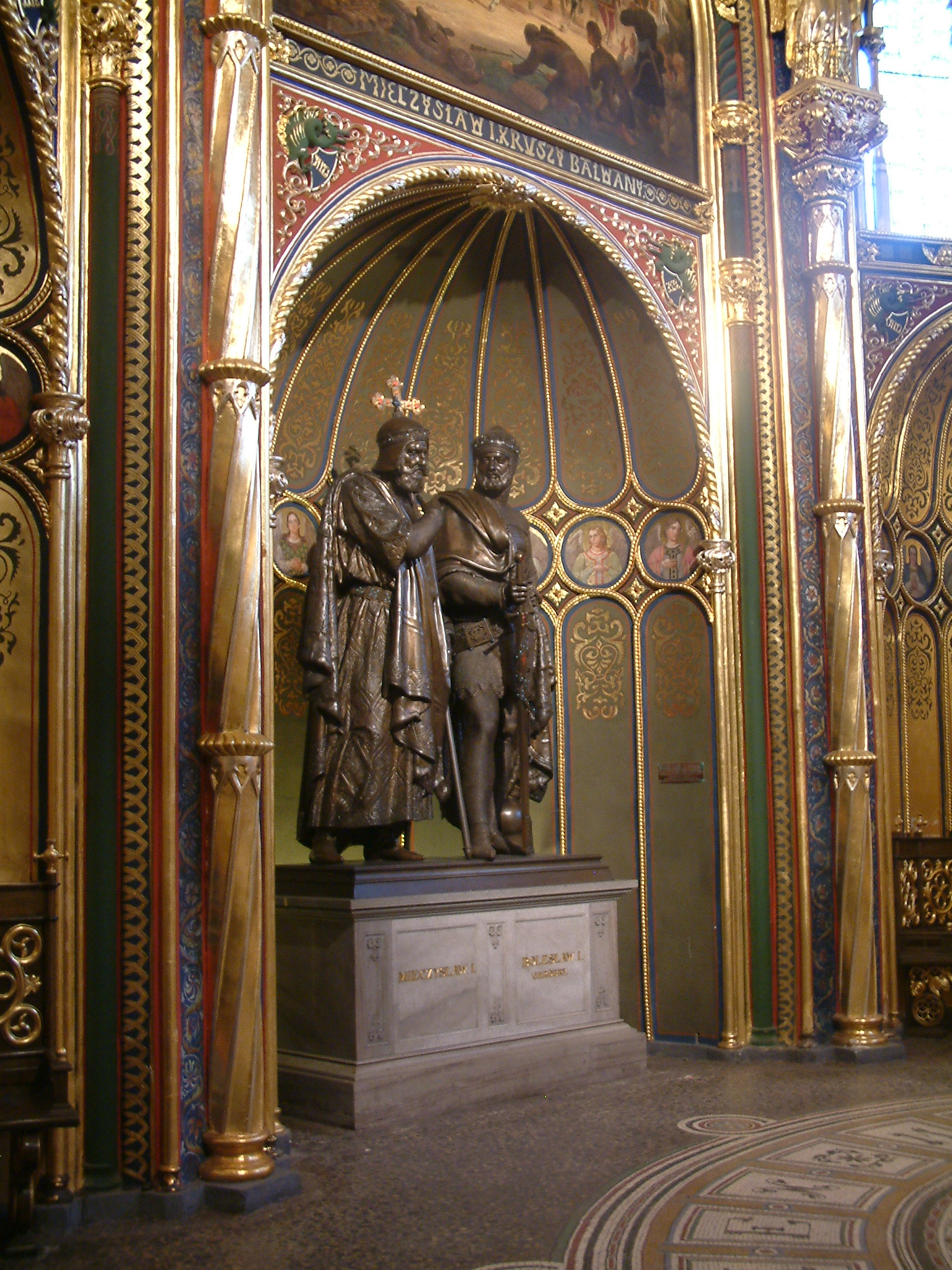
Posąg Mieszka I i Bolesława Chrobrego, ofiarowany przez hr. Edwarda Raczyńskiego (co stało się przyczyną zawiści, która popchnęła go do samobójstwa)

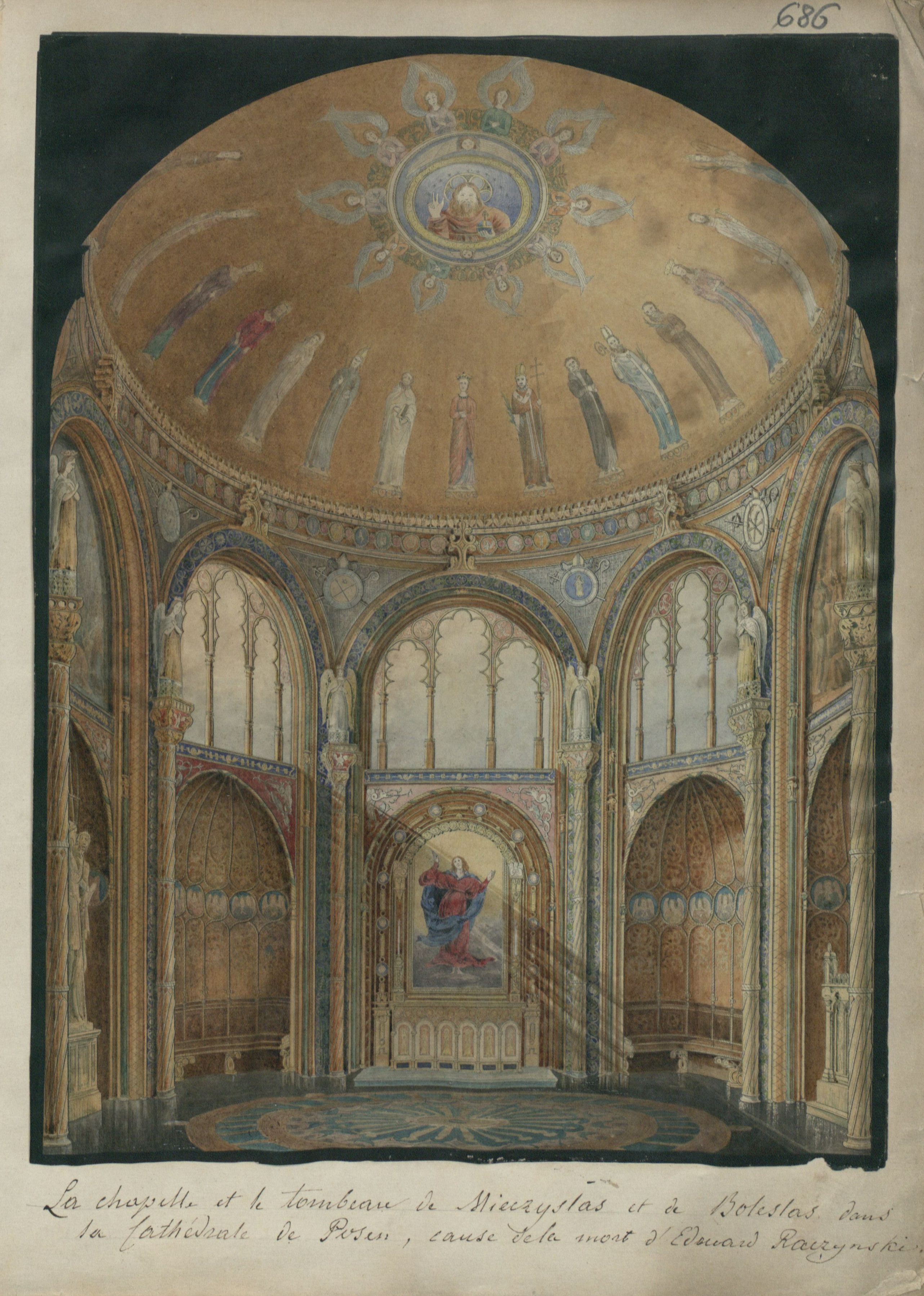
Złota Kaplica w katedrze poznańskiej - rysunek XIX w. (miejsce przechowywania: Archiwum Państwowe w Poznaniu).

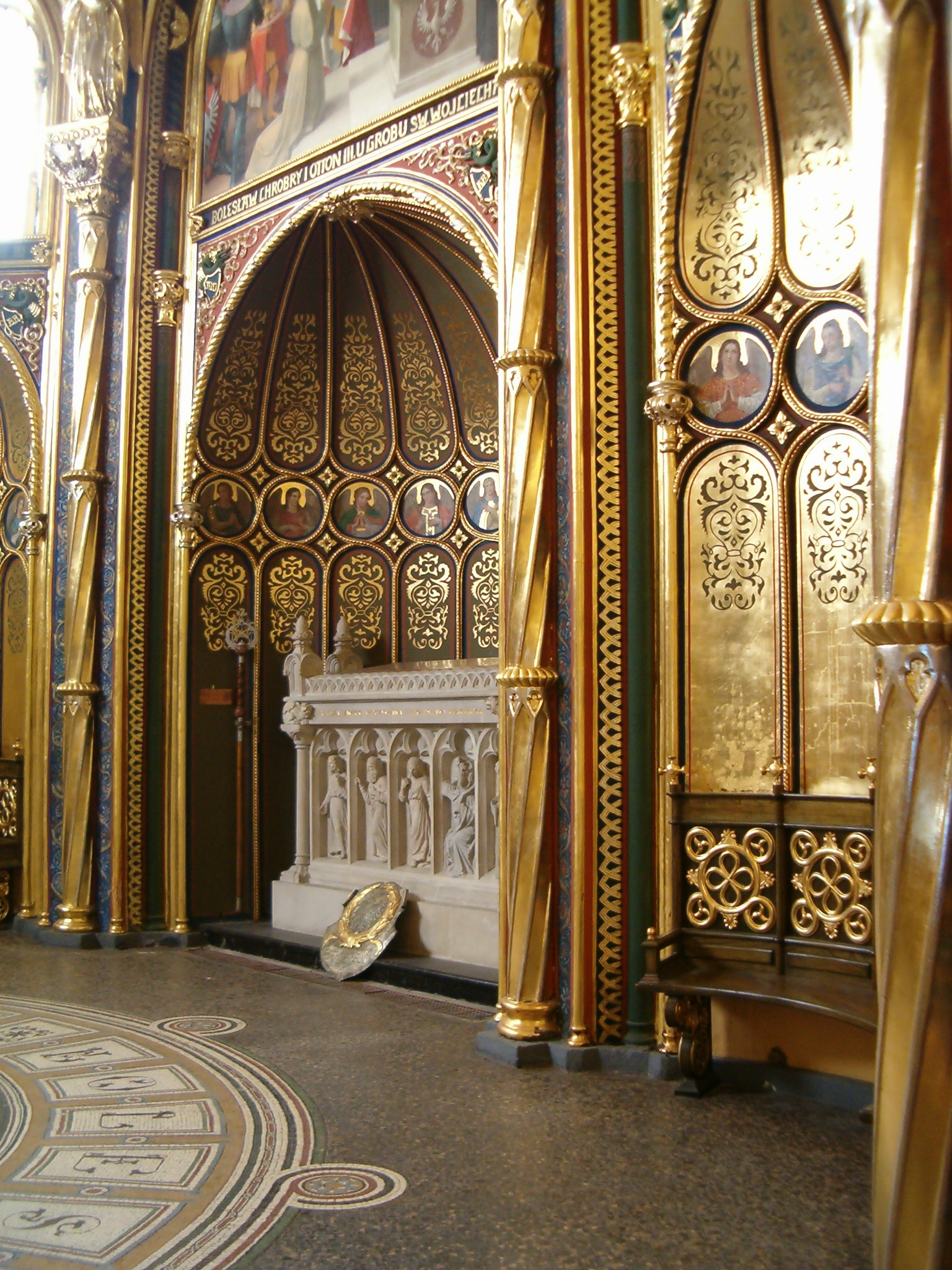
Grobowiec Mieszka I i Bolesława I Chrobrego

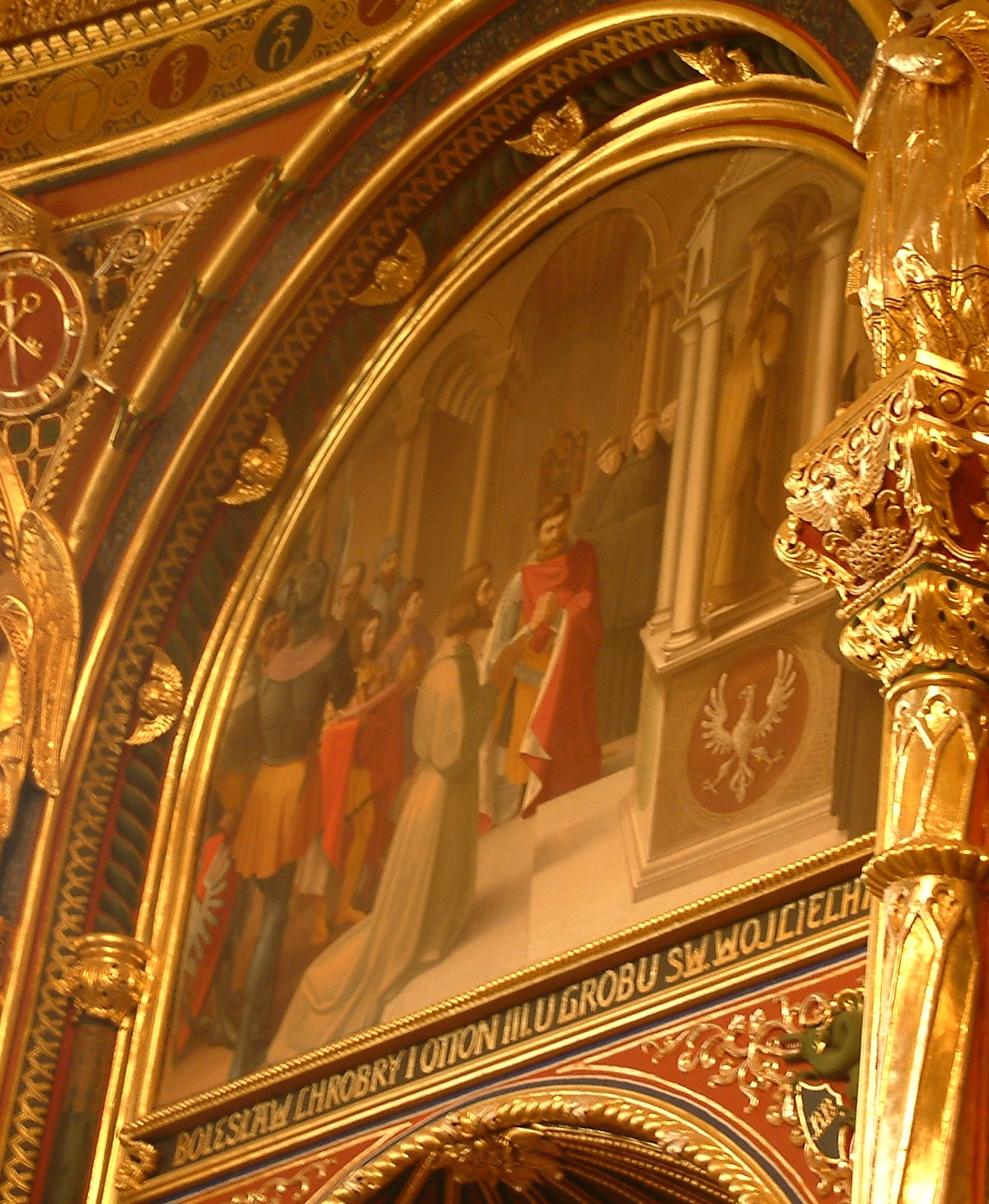
Bolesław Chrobry i Otton III u grobu św. Wojciecha

Złota Kaplica albo Kaplica Królów Polskich – znajdująca się dokładnie w osi poznańskiej katedry kaplica wzniesiona na miejscu średniowiecznej kaplicy Najświętszej Marii Panny powstałej w 1405. Ta pierwotna kaplica została zniszczona przez pożary i powodzie. W 1815 narodził się pomysł wzniesienia na tym miejscu nagrobka pierwszych władców Polski i zrealizowano go w latach 1836–1837.

## Historia
Mieszko I i Bolesław Chrobry być może pochowani zostali w poznańskiej katedrze wczesnoromańskiej, zniszczonej w czasie najazdu czeskiego księcia Brzetysława (1038/1039). W XIII wieku prawdopodobnie biskup Bogufał II ufundował im wspólne mauzoleum stojące w nawie głównej. Grobowiec znany jest z zachowanego w literaturze epitafium Bolesława I. Około 1360 nowy, wykonany z piaskowca sarkofag, ufundował Kazimierz III Wielki. Zachował się on do pożaru w 1772. Przedstawiał Chrobrego z lwem u stóp. Rozbiory i wojny napoleońskie przeszkodziły w szybkim zbudowaniu godnego nagrobka pierwszych Piastów (prochy przechowywano w urnie znajdującej się w kapitularzu).
Dopiero w 1815 z inicjatywy późniejszego biskupa, księdza Teofila Wolickiego, powstał komitet budowy nowej kaplicy pod przewodnictwem hr. Edwarda Raczyńskiego. Zbierano na ten cel składki we wszystkich trzech zaborach. Zaakceptowano projekt Franciszka Lanciego, który zakładał powstanie kaplicy w stylu bizantyjskim na planie ośmioboku. Nawiązanie do sztuki Bizancjum wynikało z panującego wówczas przekonania, że akurat mija 1000 lat od powstania państwa polskiego, a w pierwszym okresie istnienia miały je łączyć z cesarstwem liczne więzi. Kaplicę przebudowano w latach 1836–1837, zaś wyposażenie skompletowano do 1841 roku.

## Architektura i wyposażenie
Na prawo od wejścia znajduje się neogotycki sarkofag wykonany według projektu Lanciego przez Gustava Hessego. W ostrołukowych arkadach umieszczono figury Chrystusa i czterech apostołów (skrajne z prawej, Chrystus i św. Piotr, pochodzą z sarkofagu ufundowanego przez Kazimierza Wielkiego), pozostałe wykonał Tomasz Oskar Sosnowski. Ponad grobowcem znajduje się obraz Edwarda Brzozowskiego Bolesław Chrobry i Otton III u grobu św. Wojciecha.
Po przeciwnej stronie stoi pomnik pierwszych polskich władców, ufundowany przez Edwarda Raczyńskiego, zaprojektowany przez Christiana Raucha. Chrobry ma rysy twarzy księcia Józefa Poniatowskiego. Na postumencie początkowo znajdował się napis Ofiarował do tej kaplicy Edward Nałęcz Raczyński, który wywołał falę oburzenia i nieprawdziwych oskarżeń skierowanych przeciwko hrabiemu, doprowadzając go do samobójstwa. Nad posągiem umieszczony jest obraz autorstwa Januarego Suchodolskiego Mieczysław I kruszy Bałwany z 1837 roku.
Naprzeciwko wejścia znajduje się ołtarz z mozaiką przedstawiająca scenę wniebowzięcia Najświętszej Marii Panny z obrazu Tycjana Madonna Assunta, wykonaną przez Liborio Salandriego, fundacji Konstancji Raczyńskiej z Potockich. W antepedium ołtarza znajduje się sześć figurek świętych i męczenniczek. Są to cynkowe odlewy wykonane na zamówienie w wytwórni Moritza Geissa w Berlinie. Liborio Salandri wykonał również mozaikę na podłodze. Znajduje się na niej napis: Miecislaus Dux Boleslaus Rex (Mieczysław Książę Bolesław Król).
W kopule znajduje się przedstawienie Boga Ojca w otoczeniu cherubinów. Poniżej znajdują się przedstawienia osiemnastu polskich świętych i błogosławionych oraz św. Weroniki i św. Romualda. Poniżej medaliony z 34 najstarszymi polskimi herbami szlacheckimi, a pod nimi osiem tarcz z herbami kapituł najstarszych diecezji:
- poznańskiej – skrzyżowane klucze św. Piotra i miecz św. Pawła
- gnieźnieńskiej – trzy lilie
- krakowskiej – trzy korony
- wrocławskiej – głowa Jana Chrzciciela
- płockiej – Najświętsza Maria Panna
- kujawskiej – święty Józef
- kamieńskiej – krzyż
- lubuskiej – dwie włócznie

Kopułę zaprojektował, według koncepcji Edwarda Raczyńskiego, Franciszek Maria Lanci, zaś wykonał Müller z Berlina.
Pod herbami kapituł, na ośmiu półkolumnach, stoją figury aniołów. Model figury został wykonany przez ucznia Raucha, Alberta Wolffa. Na jego podstawie Gustav Hesse odlał ze sztucznego kamienia sześć figur, natomiast dwie odkuł w piaskowcu. Prace zostały ukończone w 1839 roku. Kapitele kolumn wspierają orły, a poniżej znajduje się fryz z głów cherubinów.
Wejście do kaplicy zamyka krata zaprojektowana prawdopodobnie przez Lanciego, a wykonana w roku 1838 przez ślusarza Steinbringa z Mosiny.
Na zewnątrz katedry naroża kaplicy zdobią kamienne rzeźby przedstawiające Jordana, Mieszka I, Dąbrówkę i Bolesława Chrobrego dłuta Czesława Woźniaka z lat 1974–1976.